# Natalia Sidorowiczová
Natalia Sidorowiczová, za svobodna  Tomaszewská (* 9. září 1998 Zakopané), je polská biatlonistka.
Biatlonu se věnuje od roku 2013. Ve světovém poháru debutovala v lednu 2022 v německém Ruhpoldingu, kde ve sprintu obsadila 94. místo.
Ve své dosavadní kariéře nezvítězila ve světovém poháru v žádném individuálním závodu. Jejím doposud nejlepší individuálním umístěním v závodech světového poháru je 9. místo ze závodu s hromadnym startem z Osla z března 2025.

## Výsledky

### Olympijské hry a mistrovství světa
| Sezóna  | D  | Místo                | SP  | SZ  | HZ  | IZ  | ŠT | SŠT | SZD | Věk    |
| ------- | -- | -------------------- | --- | --- | --- | --- | -- | --- | --- | ------ |
| 2022/23 | MS | Oberhof              | 74. | –   | –   | 56. | 9. | –   | –   | 24 let |
| 2023/24 | MS | Nové Město na Moravě | 16. | 14. | 16. | 47. | 6. | –   | 13. | 25 let |
| 2024/25 | MS | Lenzerheide          | 13. | 55. | 23. | 26. | 9. | 14. | –   | 26 let |

Poznámka: Výsledky z olympijských her a mistrovství světa se do hodnocení světového poháru nezapočítávají.

### Mistrovství Evropy
| Sezóna  | A  | Místo       | SP  | SZ | IZ  | SŠT | SZD | Věk    |
| ------- | -- | ----------- | --- | -- | --- | --- | --- | ------ |
| 2020/21 | ME | Dušníky     | 77. | –  | 74. | –   | –   | 23 let |
| 2021/22 | ME | Velký Javor | 41. | 8. | 67. | DNS | –   | 24 let |